# Peaugres
Peaugres település Franciaországban, Ardèche megyében. Lakosainak száma 2353 fő (2022. január 1.). Peaugres Bogy, Colombier-le-Cardinal, Davézieux, Félines, Peyraud, Saint-Clair, Saint-Cyr, Savas és Serrières községekkel határos.

## Népesség
A település népességének változása:
| Lakosok száma | 578  | 1028 | 1456 | 1911 | 1963 | 2006 | 2148 | 2276 | 2305 | 2353 |
|               | 1968 | 1982 | 1990 | 2006 | 2013 | 2015 | 2017 | 2019 | 2020 | 2022 |